# Chile en los Juegos Paralímpicos
Chile en los Juegos Paralímpicos está representado por el Comité Paralímpico de Chile (COPACHI), fundado en 2013, encargado de promover la preparación, selección y participación de los deportistas chilenos.
Chile tiene 32 años de historia paralímpica. Sus primeras participaciones fueron en los Juegos Paralímpicos de Barcelona 1992, en la novena edición de verano, y en los Juegos Paralímpicos de Salt Lake City 2002, en la octava de invierno.
Las actuaciones de los atletas representados por el Comité Paralímpico de Chile en el contexto de los juegos paralímpicos han sido exhibidas y difundidas a través de  TVN(Tokio 2020), Chilevisión (Paris 2024) y Claro Sports (2016-actualidad)[cita requerida], teniendo una alta repercusión en la sociedad chilena.
A fecha de hoy, los atletas chilenos que se han presentado en los paralímpicos de verano e invierno han obtenido trece medallas y cuarenta y cinco diplomas olímpicos.

## Historia
Los primeros Juegos Paralímpicos oficiales de verano se llevaron a cabo en Roma en 1960, mientras que los de invierno tuvieron lugar en Örnsköldsvik en 1976.
La primera presencia de deportistas chilenos —Víctor Valderrama en levantamiento de pesas y Gabriel Vallejos en natación— se produjo en Barcelona 1992 gracias a una invitación directa realizada por los organizadores a los países que no habían participado hasta entonces en la cita paralímpica. Chile organizó oficialmente una delegación para competir en Atlanta 1996. Desde entonces, ha asistido a todos los Juegos Paralímpicos de Verano, completando nueve participaciones. Asimismo, desde Salt Lake City 2002, Chile ha concurrido a todos los Juegos Paralímpicos de Invierno, totalizando seis presencias.
Chile ha obtenido trece medallas: cuatro medallas de oro conseguidas por el atleta Cristian Valenzuela en la prueba de 5000 metros (categoría T11) en Londres 2012; el nadador Alberto Abarza en la prueba de 100 metros espalda (categoría S2); la atleta Francisca Mardones con nuevo récord mundial en la prueba de lanzamiento de bala (categoría F54) en Tokio 2020 y la piragüista Katherinne Wollermann en la prueba de 200 metros en Kayak clase KL1 en París 2024; dos de plata conseguidas por el mismo Abarza en la prueba de 200 metros libres (categoría S2) y la arquera Mariana Zúñiga en la prueba de tiro con arco adaptado en Tokio 2020; y las medallas de bronce conseguidas en sus respectivas disciplinas por los deportistas Alberto Abarza, Florencia Pérez y Marion Serrano en París 2024.[cita requerida]

## Medallero

### Por evento
| País                | Oro | Plata | Bronce | Total |
| ------------------- | --- | ----- | ------ | ----- |
| Barcelona 1992      | 0   | 0     | 0      | 0     |
| Atlanta 1996        | 0   | 0     | 0      | 0     |
| Sídney 2000         | 0   | 0     | 0      | 0     |
| Atenas 2004         | 0   | 0     | 0      | 0     |
| Pekín 2008          | 0   | 0     | 0      | 0     |
| Londres 2012        | 1   | 0     | 0      | 1     |
| Río de Janeiro 2016 | 0   | 0     | 0      | 0     |
| Tokio 2020          | 2   | 3     | 1      | 6     |
| París 2024          | 1   | 0     | 5      | 6     |
| TOTAL               | 4   | 3     | 6      | 13    |

### Por deporte
| Tipo de deporte           | Oro | Plata | Bronce | Total |
| ------------------------- | --- | ----- | ------ | ----- |
| Atletismo                 | 2   | 0     | 0      | 2     |
| Natación                  | 1   | 2     | 3      | 6     |
| Piragüismo                | 1   | 0     | 1      | 2     |
| Tiro con arco             | 0   | 1     | 0      | 1     |
| Levantamiento de potencia | 0   | 0     | 1      | 1     |
| Tenis de mesa             | 0   | 0     | 1      | 1     |
| TOTAL                     | 4   | 3     | 6      | 13    |

## Medallistas
En total, los deportistas paralímpicos chilenos han conseguido trece medallas: cuatro de oro, tres de plata y seis de bronce.
| Nombre                | Deporte                   | Competición               | Edición                             |
| --------------------- | ------------------------- | ------------------------- | ----------------------------------- |
| Oro                   |                           |                           |                                     |
| Cristian Valenzuela   | Atletismo                 | 5000 metros T11 M         | Juegos Paralímpicos de Londres 2012 |
| Alberto Abarza        | Natación                  | 100 metros espalda S2 M   | Juegos Paralímpicos de Tokio 2020   |
| Francisca Mardones    | Atletismo                 | Lanzamiento de bala F54 F | Juegos Paralímpicos de Tokio 2020   |
| Katherinne Wollermann | Piragüismo                | 200 metros kayak KL1 F    | Juegos Paralímpicos de París 2024   |
| Plata                 |                           |                           |                                     |
| Alberto Abarza        | Natación                  | 200 metros libres S2 M    | Juegos Paralímpicos de Tokio 2020   |
| Mariana Zúñiga        | Tiro con arco             | Compuesto F               | Juegos Paralímpicos de Tokio 2020   |
| Alberto Abarza        | Natación                  | 50 metros espalda S2 M    | Juegos Paralímpicos de Tokio 2020   |
| Bronce                |                           |                           |                                     |
| Katherinne Wollermann | Piragüismo                | 200 metros kayak KL1 F    | Juegos Paralímpicos de Tokio 2020   |
| Alberto Abarza        | Natación                  | 100 metros espalda S2 M   | Juegos Paralímpicos de París 2024   |
| Alberto Abarza        | Natación                  | 50 metros espalda S2 M    | Juegos Paralímpicos de París 2024   |
| Alberto Abarza        | Natación                  | 200 metros libres S2 M    | Juegos Paralímpicos de París 2024   |
| Florencia Perez       | Tenis de mesa             | Clase WS8 F               | Juegos Paralímpicos de París 2024   |
| Marion Serrano        | Levantamiento de potencia | 86 Kg F                   | Juegos Paralímpicos de París 2024   |

## Diplomas paralímpicos
En total, los deportistas paralímpicos chilenos han conseguido 45 diplomas paralímpicos en diversos deportes. Del total, diez correspondieron a diploma de 4.º puesto, catorce de 5.º, siete de 6.º, cinco de 7.º y nueve de 8.º.
| Atleta                                 | Deporte                   | Competición             | Año                         |
| -------------------------------------- | ------------------------- | ----------------------- | --------------------------- |
| 4.°                                    |                           |                         |                             |
| Gabriel Vallejos                       | Natación                  | 50 m espalda S3         | Juegos Paralímpicos de 1992 |
| Gabriel Vallejos                       | Natación                  | 50 m mariposa S3        | Juegos Paralímpicos de 1996 |
| Cristian Valenzuela                    | Atletismo                 | 1500 m T11              | Juegos Paralímpicos de 2012 |
| María Antonieta Ortiz                  | Levantamiento de potencia | -57 kg                  | Juegos Paralímpicos de 2016 |
| Amanda Cerna                           | Atletismo                 | 400 m T47               | Juegos Paralímpicos de 2016 |
| Katherine Wollermann                   | Canotaje                  | KL1                     | Juegos Paralímpicos de 2016 |
| Juan Carlos Garrido                    | Levantamiento de potencia | -59 kg                  | Juegos Paralímpicos de 2020 |
| Camila Campos                          | Levantamiento de potencia | -55 kg                  | Juegos Paralímpicos de 2020 |
| Francisca Mardones                     | Atletismo                 | Lanzamiento de peso F54 | Juegos Paralímpicos de 2024 |
| Camila Campos                          | Levantamiento de potencia | -50 kg                  | Juegos Paralímpicos de 2024 |
| 5.°                                    |                           |                         |                             |
| Gabriel Vallejos                       | Natación                  | 50 m libres S3          | Juegos Paralímpicos de 1992 |
| Gabriel Vallejos                       | Natación                  | 50 m braza SB2          | Juegos Paralímpicos de 1992 |
| Gabriel Vallejos                       | Natación                  | 100 m libres S3         | Juegos Paralímpicos de 1992 |
| Francisca Mardones Macarena Cabrillana | Tenis en silla de ruedas  | Dobles femenino         | Juegos Paralímpicos de 2016 |
| Cristián Dettoni                       | Tenis de mesa             | Clase 6                 | Juegos Paralímpicos de 2020 |
| Cristián González Luis Flores          | Tenis de mesa             | Equipos clase 4-5       | Juegos Paralímpicos de 2020 |
| Jaime Aránguiz                         | Bádminton                 | Individual WH2          | Juegos Paralímpicos de 2024 |
| Matías Pino Ignacio Torres             | Tenis de mesa             | Dobles MD14             | Juegos Paralímpicos de 2024 |
| Francisco Cayulef Diego Pérez          | Tenis en silla de ruedas  | Dobles quads            | Juegos Paralímpicos de 2024 |
| Manuel Echaveguren                     | Tenis de mesa             | Clase 6                 | Juegos Paralímpicos de 2024 |
| Luis Flores                            | Tenis de mesa             | Clase 2                 | Juegos Paralímpicos de 2024 |
| Ignacio Torres                         | Tenis de mesa             | Clase 6                 | Juegos Paralímpicos de 2024 |
| Tamara Leonelli                        | Tenis de mesa             | Clase 5                 | Juegos Paralímpicos de 2024 |
| Juan Carlos Garrido                    | Levantamiento de potencia | -59 kg                  | Juegos Paralímpicos de 2024 |
| 6.°                                    |                           |                         |                             |
| Gabriel Vallejos                       | Natación                  | 50 m mariposa S3-4      | Juegos Paralímpicos de 1996 |
| Juan Carlos Garrido                    | Levantamiento de potencia | -48 kg                  | Juegos Paralímpicos de 2000 |
| Gabriel Vallejos                       | Natación                  | 50 m libre S3           | Juegos Paralímpicos de 2000 |
| Gabriel Vallejos                       | Natación                  | 50 m espalda S3         | Juegos Paralímpicos de 2000 |
| Jorge Carinao                          | Levantamiento de potencia | -54 kg                  | Juegos Paralímpicos de 2016 |
| Amanda Cerna                           | Atletismo                 | 400 metros T47          | Juegos Paralímpicos de 2020 |
| Marión Serrano                         | Levantamiento de potencia | 86 kilos                | Juegos Paralímpicos de 2020 |
| 7.°                                    |                           |                         |                             |
| Gabriel Vallejos                       | Natación                  | 50 m espalda S3         | Juegos Paralímpicos de 1996 |
| Gabriel Vallejos                       | Natación                  | 200 m libre S3          | Juegos Paralímpicos de 2000 |
| Cristian Valenzuela                    | Atletismo                 | 1500 metros T11         | Juegos Paralímpicos de 2020 |
| Tamara Leonelli                        | Tenis de mesa             | Clase C5                | Juegos Paralímpicos de 2020 |
| Johann Herrera                         | Judo                      | 60 Kg J2                | Juegos Paralímpicos de 2024 |
| 8.°                                    |                           |                         |                             |
| Gabriel Vallejos                       | Natación                  | 50 m braza SB2          | Juegos Paralímpicos de 1996 |
| Víctor Gonelli                         | Atletismo                 | Lanzamiento de peso     | Juegos Paralímpicos de 2000 |
| Gabriel Vallejos                       | Natación                  | 100 m libres S3         | Juegos Paralímpicos de 2000 |
| Alberto Abarza                         | Natación                  | 50 m espalda S3         | Juegos Paralímpicos de 2016 |
| Amanda Cerna                           | Atletismo                 | 200 m T47               | Juegos Paralímpicos de 2016 |
| Vicente Almonacid                      | Natación                  | 100 metros pecho SB8    | Juegos Paralímpicos de 2020 |
| Cristian Valenzuela                    | Atletismo                 | 5000 metros T11         | Juegos Paralímpicos de 2020 |
| Mariana Zúñiga                         | Tiro con arco             | Compuesto               | Juegos Paralímpicos de 2024 |
| Jorge Carinao                          | Levantamiento de potencia | 65 kg                   | Juegos Paralímpicos de 2024 |